# Helene Wessel
Helene Wessel, född 1898 i Dortmund, död 1969, var en tysk politiker. Wessel var en av de fyra kvinnor som deltog i skrivandet av Weimarrepublikens konstitution 1919 och såg till att könens lika rättigheter togs med där, något som gett henne och de övriga tre, Friederike Nadig, Helene Weber och Elisabeth Selbert, namnet Grundlagens Mödrar.